# Zimna Woda (Basse-Silésie)
Pour les articles homonymes, voir Zimna Woda.
Zimna Woda (en allemand : Kaltwasser) est une localité polonaise de la gmina et du powiat de Lubin, en voïvodie de Basse-Silésie.

## Géographie
Le village se situe dans la région historique de Basse-Silésie, dans une zone forestière protégée pour des raisons environnementales s'étendant entre les villes de Lubin et de Legnica.

## Histoire

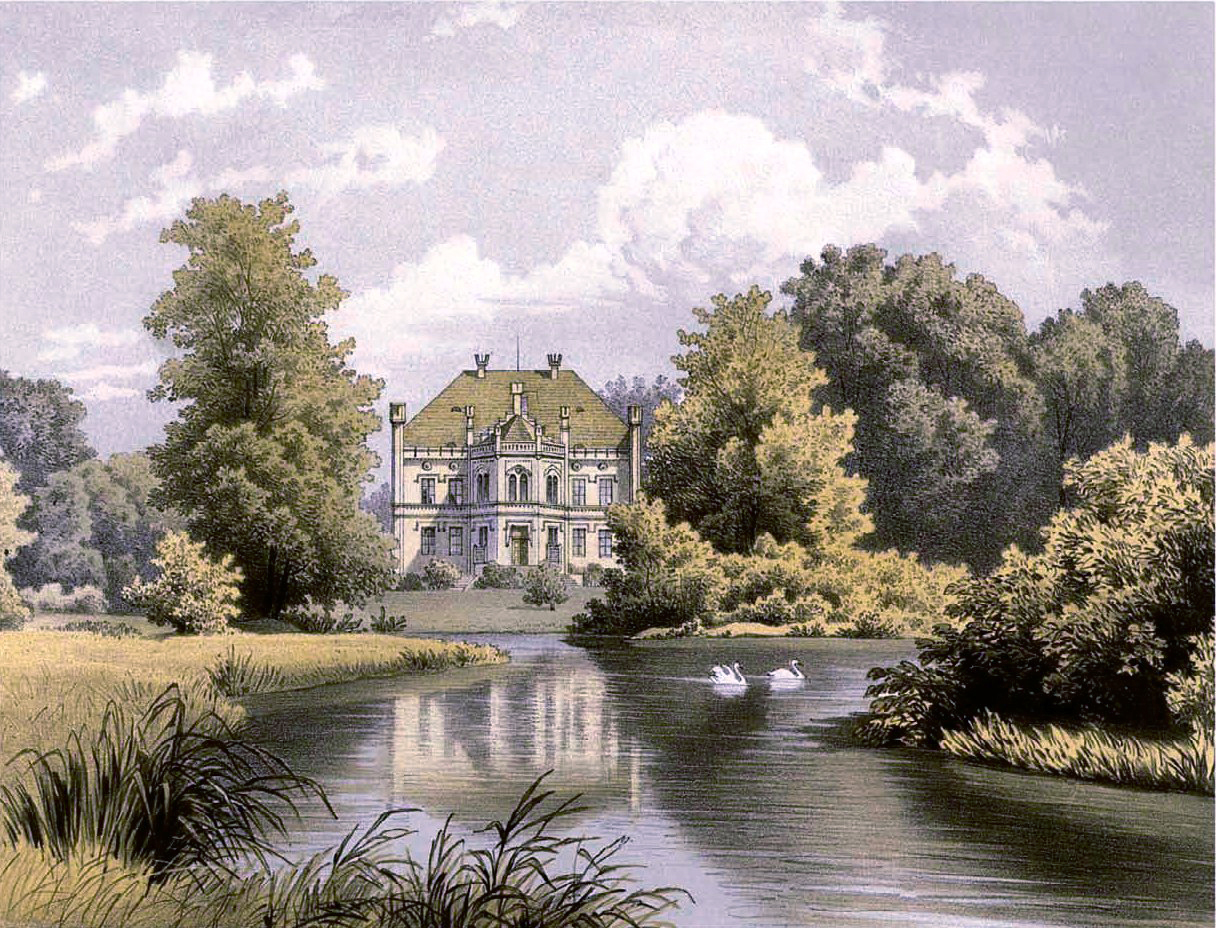
Château de Kaltwasser vers 1860, édition Alexander Duncker.

Le lieu fut mentionné pour la première fois en 1361. L'église catholique de la Trinité a été construite dans les années 1794-1797. De 1742 à 1945, Kaltwasser fait partie de l'arrondissement de Lüben dans le district de Liegnitz au sein de la province de Silésie.
Vers la fin de la Seconde Guerre mondiale, au cours de l'offensive de Basse-Silésie en février 1945, la région est conquise par l'Armée rouge. Après la guerre, elle fut rattachée à la république de Pologne. La population germanophone restante était expulsée.